# Acranthera atropella
Acranthera atropella är en måreväxtart som beskrevs av Otto Stapf. Acranthera atropella ingår i släktet Acranthera och familjen måreväxter. Inga underarter finns listade i Catalogue of Life.